# Bit de paritat
Bit de paritat és un mètode per a la detecció d'errors de transmissió o emmagatzemament de dades. Consisteix a afegir 1 bit per a cada paraula, on s'especifica si la quantitat de bits amb valor 1 de la paraula és parell o senar, és a dir, es fa la suma dels bits anteriors i es redueix a un bit.
Aquest mètode detecta els errors, però no els corregeix (només en el cas que la paraula transmesa sigui de mida 1 bit).
La paritat parell és un cas especial del control de redundància cíclica (CRC), on el bit de CRC es genera pel polinomi x +1.

## Exemple de càlcul del bit de paritat
| 7 bits de dades | byte amb el bit de paritat | byte amb el bit de paritat |
| 7 bits de dades | parell                     | imparell                   |
| 0000000         | 00000000                   | 00000001                   |
| 1010001         | 10100011                   | 10100010                   |
| 1101001         | 11010010                   | 11010011                   |
| 1111111         | 11111111                   | 11111110                   |